# Amen (canção)
"Amen" (alfabeto hebraico: אמן) foi a canção que representou Israel no Festival Eurovisão da Canção 1995 que teve lugar em 13 de maio desse ano, em Dublin, na Irlanda. 
A referida canção foi interpretada em hebraico por Liora (  ליאורה , em hebraico) que  foi acampanhada nos coros por Avivit Cohen Dahan, Nurit Fadlon, Ayelet Shefi, Doron Karni e Guy Fridman. Foi a vigésima-primeira canção a ser interpretada na noite do festival, a seguir à canção eslovena "Prisluhni mi" e antes da canção maltesa Keep Me In Mind", interpretada por Mike Spiteri. 
A canção israelita terminou a competição em oitavo lugar (entre 23 concorrentes), tendo recebido um total de 81 pontos. Israel não participaria no Festival Eurovisão da Canção nos anos seguintes: 1996 e 1997, regressando apenas em 1998, altura em que participaria com a canção "Diva", interpretada pelo/pela transexual Dana International.

## Autores
- Letrista: Hamutal Ben-Ze'ev
- Compositor: Moshe Datz
- Orquestrador: Gadi Goldman

## Letra
A canção é uma oração a Deus para proteção, com o título da canção derivado da palavra Amen, que é repetida muitas vezes na oração. No show de pré-seleção em Israel, Liora interpretou a canção à luz de velas durante a sua interpretação, mas a produção irlandesa rejeitou as velas devido a possíveis problemas de segurança. 

## Versões
Liora gravou esta canção também em inglês e francês, com o mesmo título.